# Афшар (ковёр)

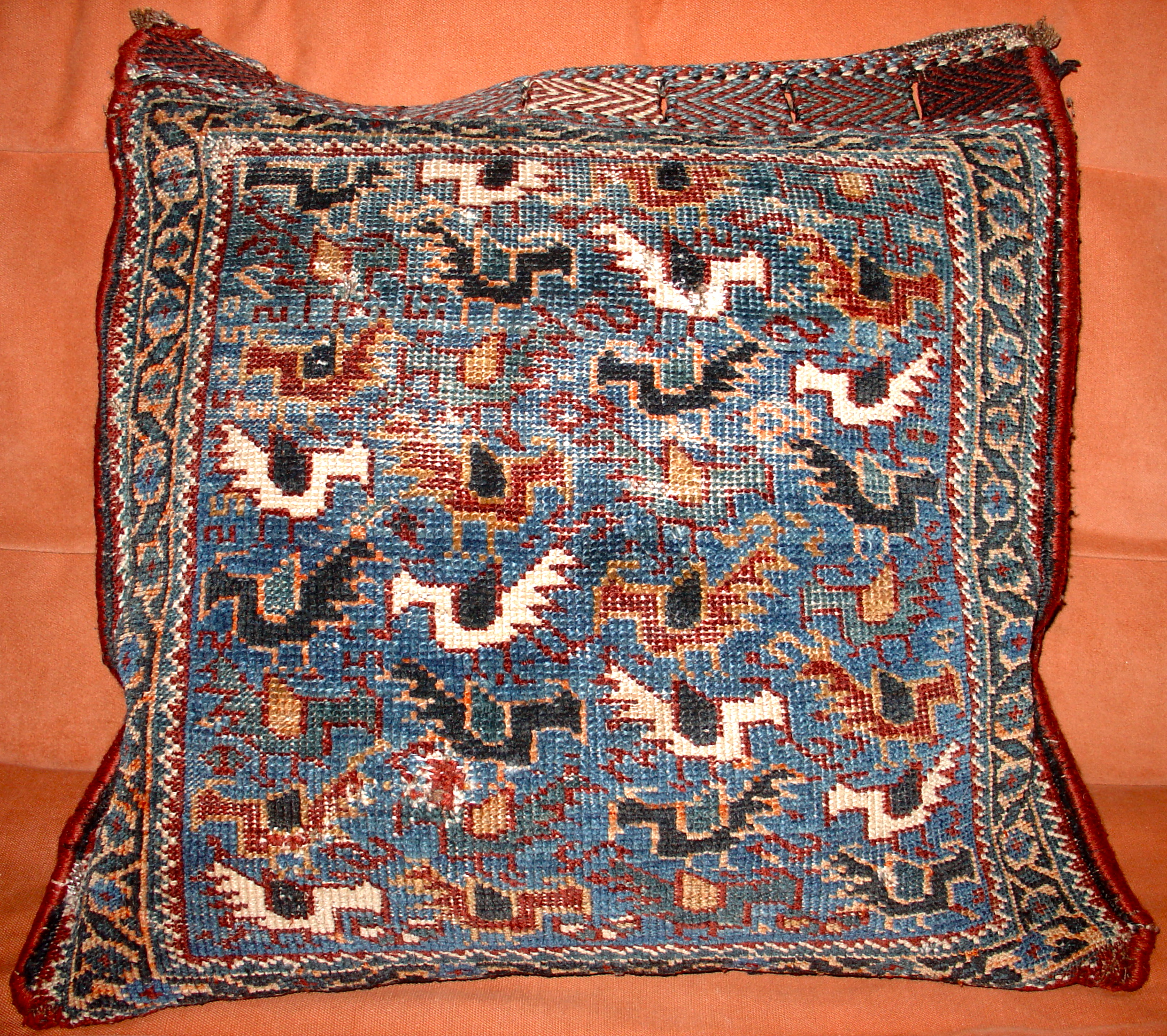
Ковёр «Афшар»

Афшар — вид персидских ковров, производимый афшарами, тюркским кочевым племенем, в основном проживающим в горных районах Иранского Азербайджана, а также в районе Кучан провинции Хорасан и городе Керман. Ковры «Афшар» известны своим стилизованным цветочным геометрическим орнаментом, племенным мастерством и характерной палитрой ржавых и синих тонов.

## История
Начиная с периода Сефевидов, афшары мигрировали из Центральной Азии в Иранский Азербайджан, а в дальнейшем на территорию современных Азербайджана и Турции, что привело к усилению влияния регионализмов в афшарское ткачество, тем самым сыграв роль создания отличительной эстетики, включающей элементы нескольких деревенских и кочевых персидских стилей ковров, включая южноперсидский дизайна. Также сильно ощущается влияние кавказских ковров.

## Дизайн
Антикварные ковры «Афшар» XIX века характеризуются качеством ручной работы и шерсти. Цвета насыщенные: преобладают глубокие тона индиго, сердолика, шафрана и охры. Несмотря на то, что больше всего играют роль сложные повторяющиеся узоры по всей поверхности, афшарские ткачи также использовали образы южноперсидских ковров с мотивами бута, кустарниками, а иногда и композициями «Древа жизни». Курдское влияние проявляется в угловатых коврах в форме медальонов, а также в общей спонтанности, встречающейся нескольких оригинальных рисунков цветов и птиц.
Коврики «Афшар» обычно встречаются в формате площади, от 3 футов х 4 футов до 4-5 футов х 7 футов. Куски большего размера для комнаты встречаются редко. Иногда встречаются более длинные коридорные ковры (5 футов х 10 футов), а также небольшие циновки и мешки, соответствующие их кочевому племенному наследию.